# 第八街 (曼哈頓)
八街（8th Street）是纽约市曼哈顿区的一条街道，西起格林尼治村地区的第六大道，到第三大道，以及从B大道到D大道。在第三大道和A大道之间，它名为圣马可坊（St. Mark's Place），得名于附近十街与第二大道处的圣马可教堂（St. Mark's Church in-the-Bowery）。 
圣马可坊被认为是东村的主要文化街，是一条汽车单行道。圣马可坊有各种零售店，出售太阳镜，服装和首饰。Ada Calhoun在其关于圣马可坊400年历史的《圣马可已死》一书中，称“这条街不是为了已经选择好他们生活的人 ... 而是为流浪者、未定者、孤独者和混杂者。”

## 延伸阅读
- Calhoun, Ada. . W. W. Norton & Company. 2015. ISBN 978-0-393-24038-2.